# Mister Poland
Mister Poland – konkurs piękności dla mężczyzn organizowany w Polsce w latach 1996–2003. Za organizację konkursu odpowiadała agencja ART Models Barbary i Jerzego Pacochów z Łodzi. Po 2003 organizator zrezygnował z działalności. 
Pierwszy konkurs piękności dla mężczyzn zorganizowany był w 1990 (wygrał go Dariusz Młynarczyk), jednak nie był on kontynuowany.

## Laureaci konkursu
- 1990: Dariusz Młynarczyk
- 1996: Kamil Karasek (ur. 1973 w Kłodzku), reprezentant Polski na międzynarodowym konkurs piękności dla mężczyzn Manhunt International w 1996 roku[2][3].
- 1997: Robert Koszucki (ur. 18 lipca 1977 w Krakowie); ma 189 cm wzrostu; aktor, reprezentant Polski w konkursie Mister World 1998[4].
- 1998: Adrian Krakówka (ur. 13 grudnia 1973), ma 188 cm wzrostu.
- 1999: Michał Kruk (ur. 30 października 1979 w Łodzi) – aktor[5][6].
- 2000: Andrzej Bizoń (ur. 13 stycznia 1976 w Witkowicach, zm. 18 maja 2020), miał 186 cm wzrostu reprezentant Polski na międzynarodowym konkursie piękności dla mężczyzn Mister Intercontinental w 2000 roku[7][8].
- 2001: Wojciech Nowak, reprezentant Polski na międzynarodowym konkursie piękności dla mężczyzn Mister International w 2001 roku[3].
- 2002: Adam Miara, reprezentant Polski na międzynarodowym konkursie piękności dla mężczyzn Mister International w 2002 roku.
- 2003: Marcin Matras (ur. 1982 w Krakowie); ma 185 cm wzrostu.